# Radó Tibor
Radó Tibor (Budapest, 1895. június 2. – New Smyrna Beach, Florida, USA, 1965. december 28.) matematikus, egyetemi tanár.

## Élete
Budapesten megkezdett Műegyetemi tanulmányait két év után meg kellett szakítania, mert 1915-ben besorozták, alhadnagyként 1916-ban hadifogságba esett az orosz fronton, s négy év után térhetett csak haza Szibériából, egy Tobolszk melletti táborból. A lágerben egy kutató matematikus fogolytársától, Eduard Hellytől tanult matematikát. Több ezer kilométeres út után 1920-ban hazatérve már nem mérnökként folytatta tanulmányait, hanem a matematika Szegedre vonzotta, ahol Haar Alfréd és Riesz Frigyes tanítványaként tett PhD vizsgát 1923-ban. Kis ideig a szegedi egyetemen tanított, majd 1928-ban a Rockefeller Alapítvány ösztöndíjasaként Németországban kutatott. 1929-ben az Egyesült Államokba költözött, a Harvardon és a Rice Egyetemen dolgozott, 1930-tól pedig az Ohio Állami Egyetemen. Ez évben publikálta legjelentősebb cikkét a felszínmérésben fontos ún. Plateu-probléma megoldásáról. 1935-ben amerikai állampolgárságot kapott. 1942-ben a chicagói egyetem vendégprofesszora volt. A második világháború végén kormányzati szakértőként dolgozott, feladata volt az USA atomprogramjához német tudósok toborzása. 1946-tól 1948-as nyugdíjba vonulásáig az Ohiói Állami Egyetem matematika tanszékét vezette.

## Munkássága
Az egybevágó leképezések, a valós analízis, a variációszámítás, a parciális differenciálegyenletek, az integrálelmélet, a topológia és a matematikai logika területén kutatott. Nevéhez fűződik a Plateu-probléma megoldása és a felszíni mértékek elmélete. Ez utóbbi területen továbbfejlesztette Geőcze Zoárd eredményeit.

### Főbb művei
- Über den Begriff der Riemannschen Fläche, Acta Mathematica (Szeged, 1925)
- A felszínmérés elméletéhez (Mathematikai és Természettudományi Értesítő 45. sz., 1928)
- The problem of least area and the problem of Plateau, Mathematische Zeitschrift 32/1930
- On the problem of Plateau, Springer-Verlag (Berlin, 1933)
- Subharmonic functions (Berlin, 1937)
- Length and area (New York, 1948)
- Continuous transformations in analysis (P. V. Reichelderferrel, Berlin-Göttingen-Heidelberg, 1955)
- On Non-Computable Functions, Bell System Technical Journal 41/1962
- Computer studies of Turing machine problems, Journal of the ACM 12/1965